# Aartsbisdom Bamako

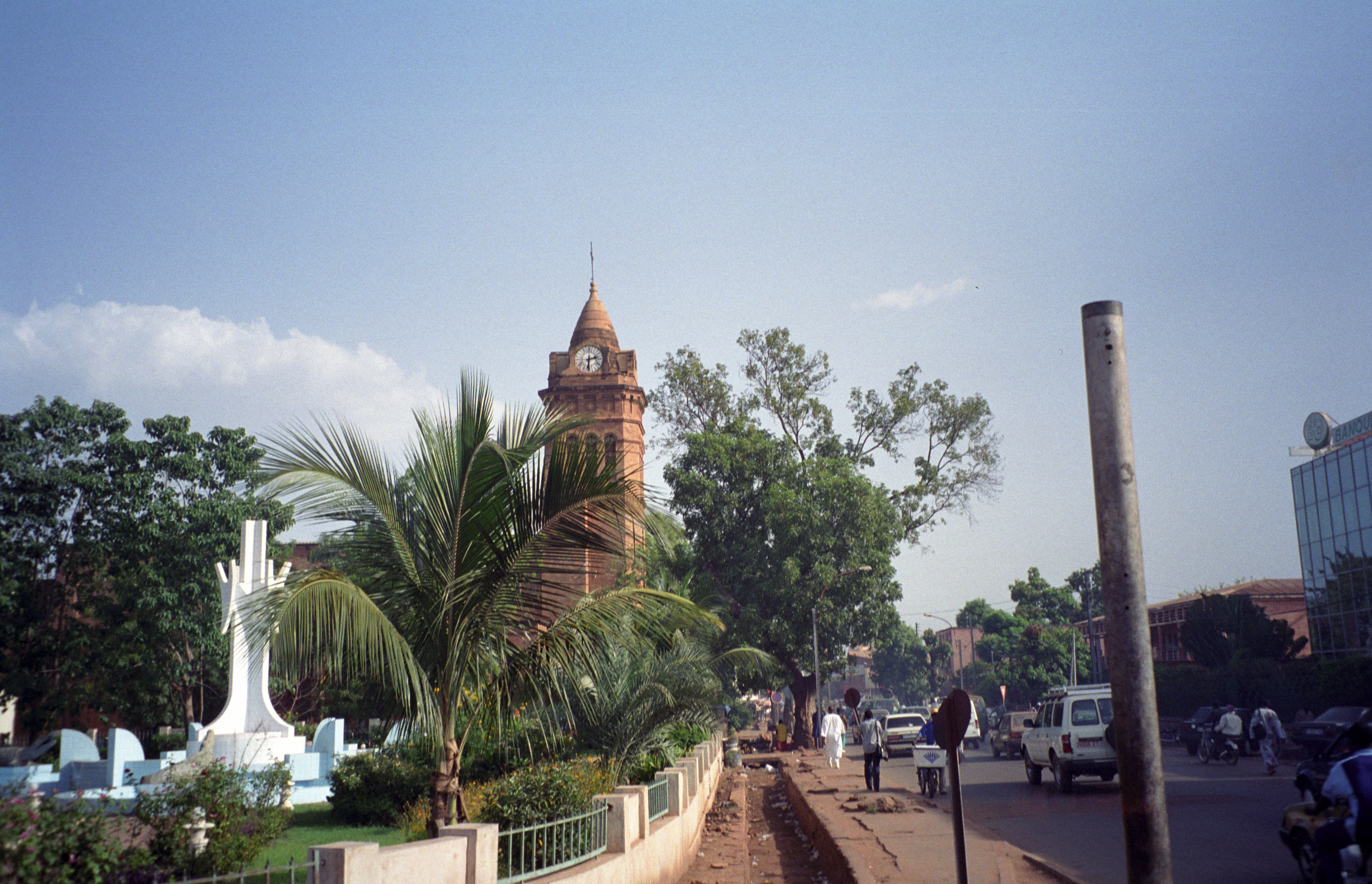
De Heilig Hartkathedraal van Bamako

Het aartsbisdom Bamaka (Latijn: Archidioecesis Bamakoënsis) is een rooms-katholiek aartsbisdom met als zetel Bamako in Mali.  
Het aartsbisdom is voortgekomen uit de apostolische prefectuur Sahara en Soedan, opgericht in 1868. Dit werd een apostolisch vicariaat in 1891. In 1901 werd het apostolisch vicariaat Sahara van Frans Soedan opgericht. Dit werd in 1921 opgesplitst in de apostolische vicariaten Bamako en Ouagadougou. De eerste bisschoppen waren Franse witte paters. In 1955 werd Bamako een aartsbisdom. Luc Auguste Sangaré (1925-1998) werd in 1962 de eerste inlandse aartsbisschop. In 1958 werd er een seminarie geopend in Bamako.
De kerkprovincie Bamako bestaat verder uit vijf suffragane bisdommen:
- Kayes
- Mopti
- San
- Ségou
- Sikasso

In 2020 telde het aartsbisdom 11 parochies. Het aartsbisdom heeft een oppervlakte van 85.000 km² en telde in 2020 279.000 katholieken op een totale bevolking van 5.461.000, of 5,1% van de bevolking. 

## Aartsbisschoppen
- Pierre Louis Leclerc, M. Afr. (1955-1962)
- Luc Auguste Sangaré (1962-1998)
- Jean Zerbo (1998-)

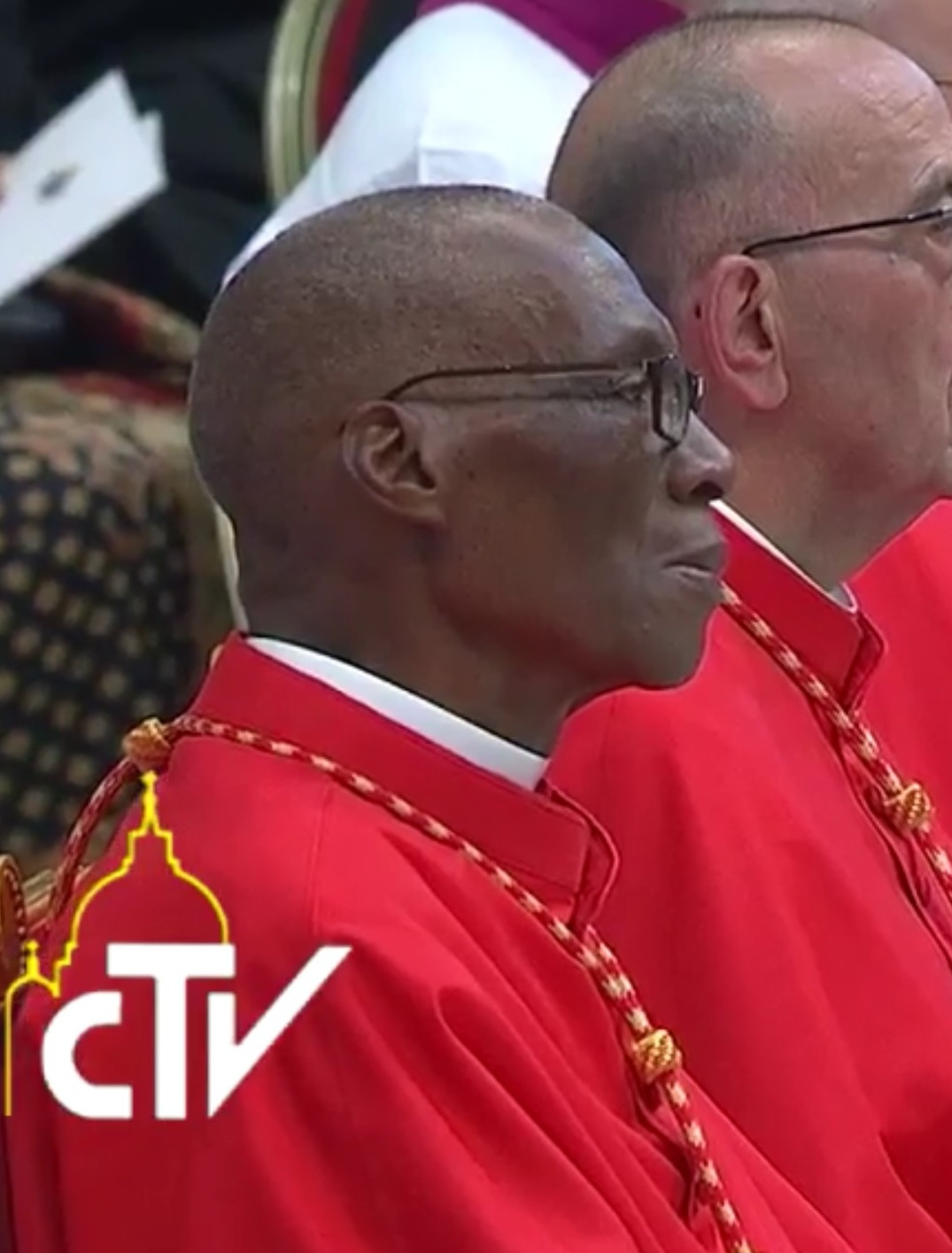
Jean Zerbo